# رابطة المرأة الريفية
تعد رابطة المرأة الريفية الأسترالية (The Country Women’s Association of Australia) أكبر منظمة نسائية في أستراليا (يرمز لها اختصارا CWA أو CWAA), حيث تضم 44000 عضوا في 1855 فرعا. وهدفها هو تحسين ظروف المعيشة للنساء الريفيات وأطفالهن، ومحاولة توفير حياة أفضل لهن ولعائلاتهن، وخصوصا اللواتي يعشن في المناطق الريفية والنائية في أستراليا. وجدير بالذكر أن المنظمة ذاتية التمويل، وليس لها أي انتماءات حزبية أو طائفية.

## نبذة تاريخية
تأسست رابطة المرأة الريفية عام 1922, وكان لها في البداية فرعين فقط في كل من ولاية نيوساوث ويلز وولاية كوينزلاند، ثم تبعها فرع آخر في ولاية جنوب أستراليا عام 1926, إلا أنه كان في الأساس يعرف ب«رابطة بورا لخدمة المرأة الريفية», وكانت ماري جين هي من أسسته وتولت رئاسته، ثم تأسس فرع آخر في العاصمة أديلايد عام 1928, وبحلول عام 1936 أصبح للرابطة فرع في كل ولايات أستراليا وأقاليمها. وفي عام 1943 نُوقش تشكيل هيئة اتحادية واتُّفق على ذلك عام 1945 في اجتماع لجميع رؤساء المقاطعات، وعقد أول مؤتمر سنوي لرابطة المرأة الريفية الأسترالية في مدينة أديلايد عام 1946, وفي عام 1947 عُيّن ممثلين للذهاب إلى مؤتمر الاتحاد العالمي للمرأة الريفية في مدينة أمستردام.
وخلال سنوات الكساد ساعدت الرابطة أولئك المحتاجين بالأغذية والملابس، وخلال الحرب العالمية الثانية قدمت الوجبات للجنود في بلدة قوورن التابعة لولاية جنوب أستراليا وقرية تانينت كريك التابعة للإقليم الشمالي، وقد صنفت جهودها كواحدة من أفضل الخدمات التطوعية أثناء الحرب في أستراليا، كما قام أعضاؤها بصنع شبكات التمويه وحياكة أقنعة وجوارب للجنود. وفي عام 1992 حازت الرابطة على جائزة أنزاك للسلام (Anzac Peace Prize) تقديرا لجهودها المتميزة في تعزيز التفاهم الدولي والمساهمة في تحقيق السلام العالمي وفقا لأفصل التقاليد التي تجسِّد روح أنزاك (anzac spirit [الإنجليزية]).

## التعليم والصحة والرفاهية
تمنح الرابطة بعثات دراسية للطلاب، وتقدم لهم التوجيه والتشجيع للمشاركة في مجالات الدراما والفن والموسيقى والخطابة والطبخ وفن تنسيق الزهور، كما تنظم ورش عمل للأعضاء القدماء في كيفية استخدام أجهزة الحاسب الآلي والخدمات المصرفية الالكترونية وأجهزة الصراف الآلي.
وقد رفعت المنظمة العديد من التقارير للحكومات على مختلف الأصعدة حول قضايا اجتماعية متنوعة، وباعتبارها جزء من المجتمع المحلي في أنحاء كثيرة من أستراليا وجزء من ثقافتها، فإنها تقدم الدعم عبر الأجيال من أجل صحة النساء والأطفال ورفاهيتهم.

## قضايا الملكية والتمويل
تمتلك الرابطة مجموعة من العقارات التي بناها الأعضاء وتعهدوا برعايتها، إلا أنه ثار في السنوات الأخيرة بعض الجدل حول بيع مباني مجتمعية تابعة للمنظمة، ولأن المنظمة تمول نفسها بالكامل خلاف المنظمات الأسترالية غير الربحية الأخرى، فإن بعض فروعها تعاني من قلة عدد الأعضاء مما يعيقها من مواصلة دفع تكاليف الرعاية والتي تشمل ضرائب المجلس والتأمينات والكهرباء والماء والصيانة. وقد بيعت تسع مبانٍ في مقاطعة ساوث ويلز بين عامي 2003 و 2005، من بينها مبانٍ في بلدةكورا وضاحية ايتالونق وبلدة جنداباين.

## معرض الصور

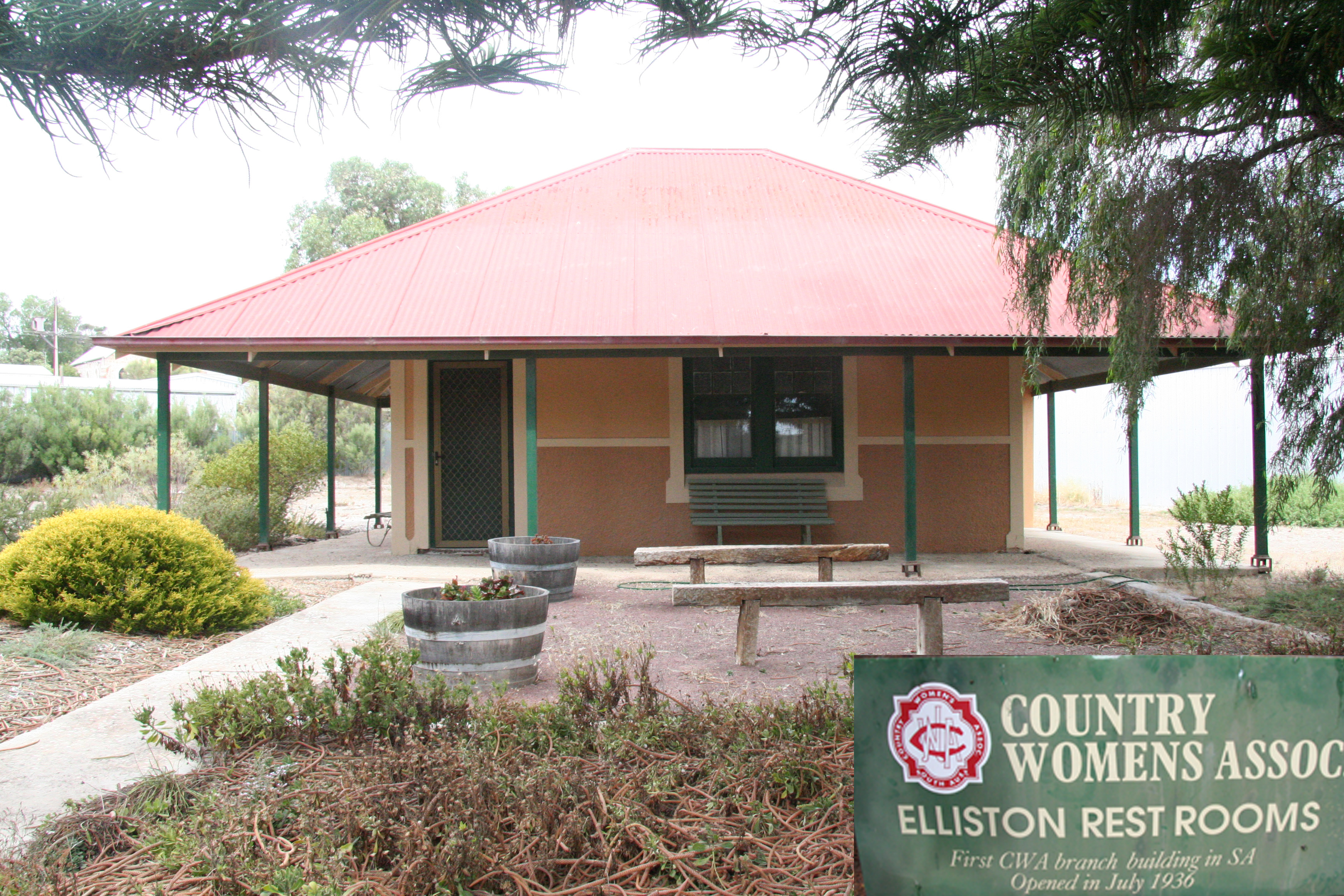
CWA building at Elliston, South Australia. First Branch Building in South Australia (1936).
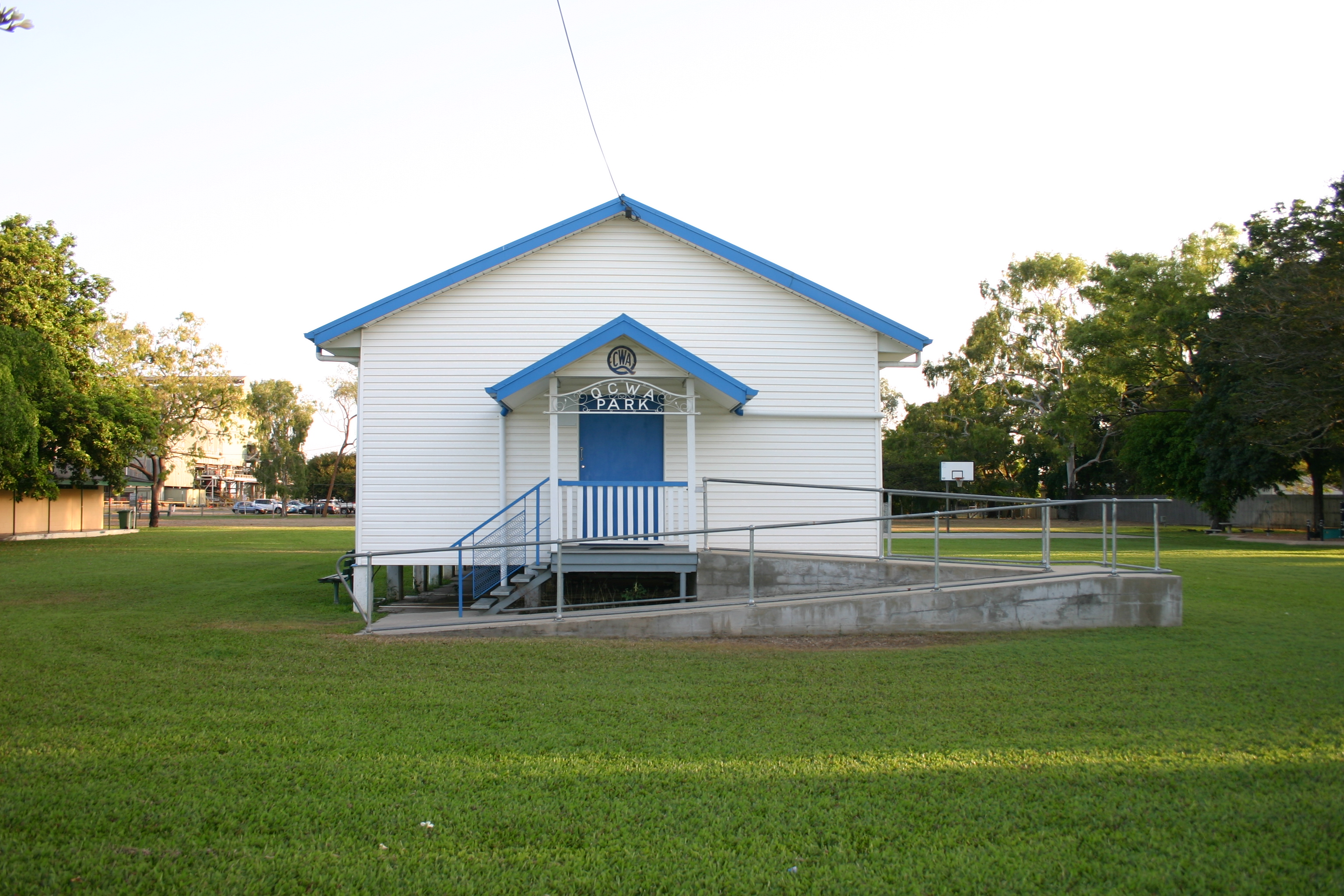
Giru, Queensland, 2009.
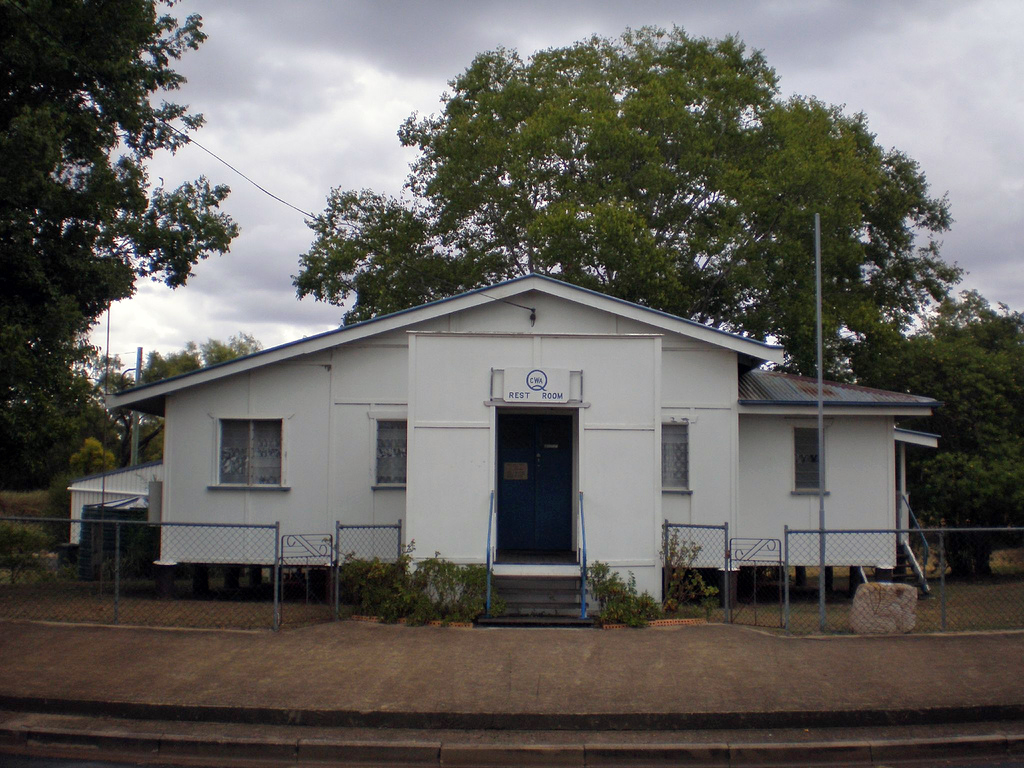
The Rest Room, Helidon, Queensland. Opened 1957.
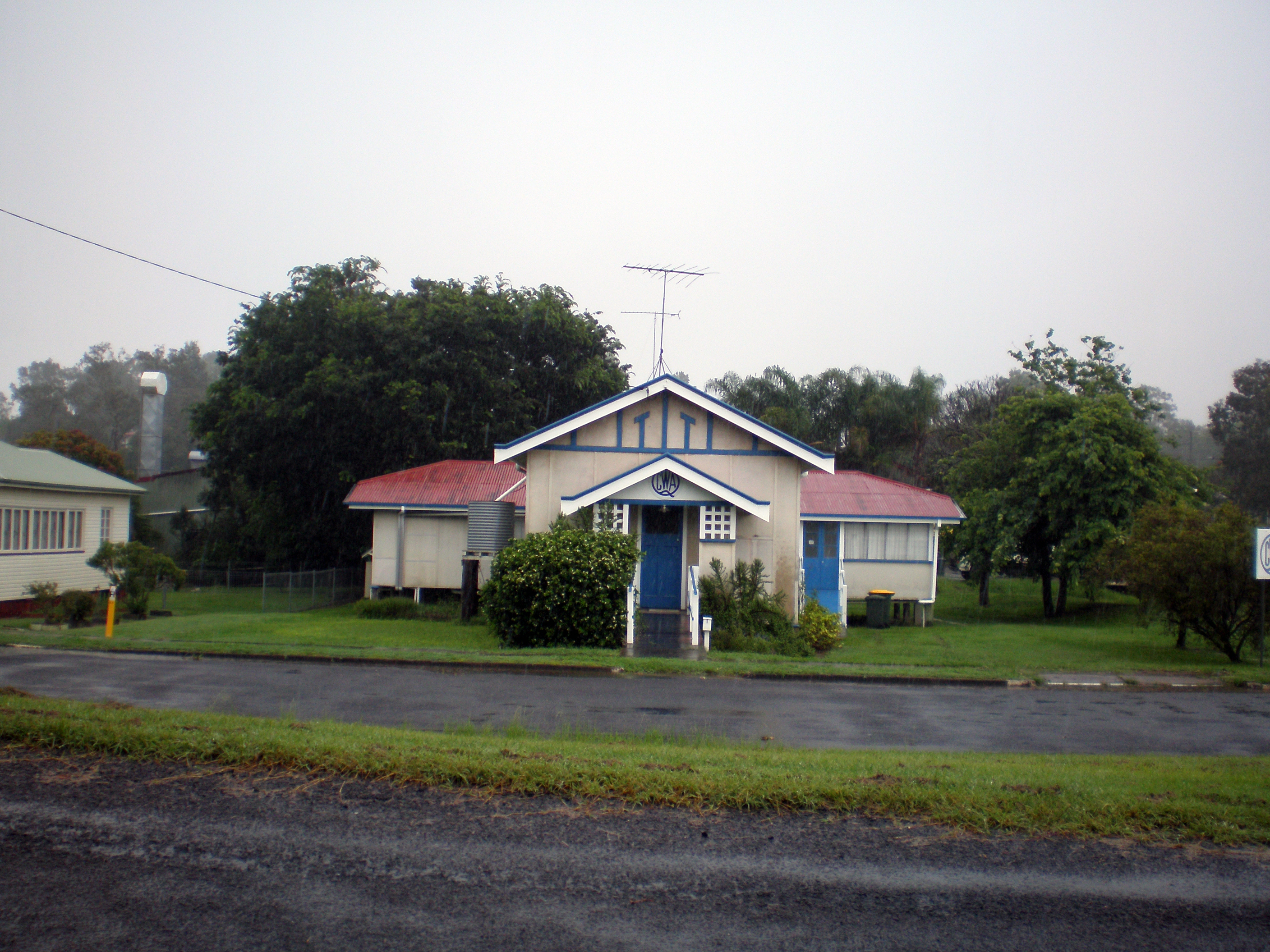
Kilcoy, Queensland, 2011.
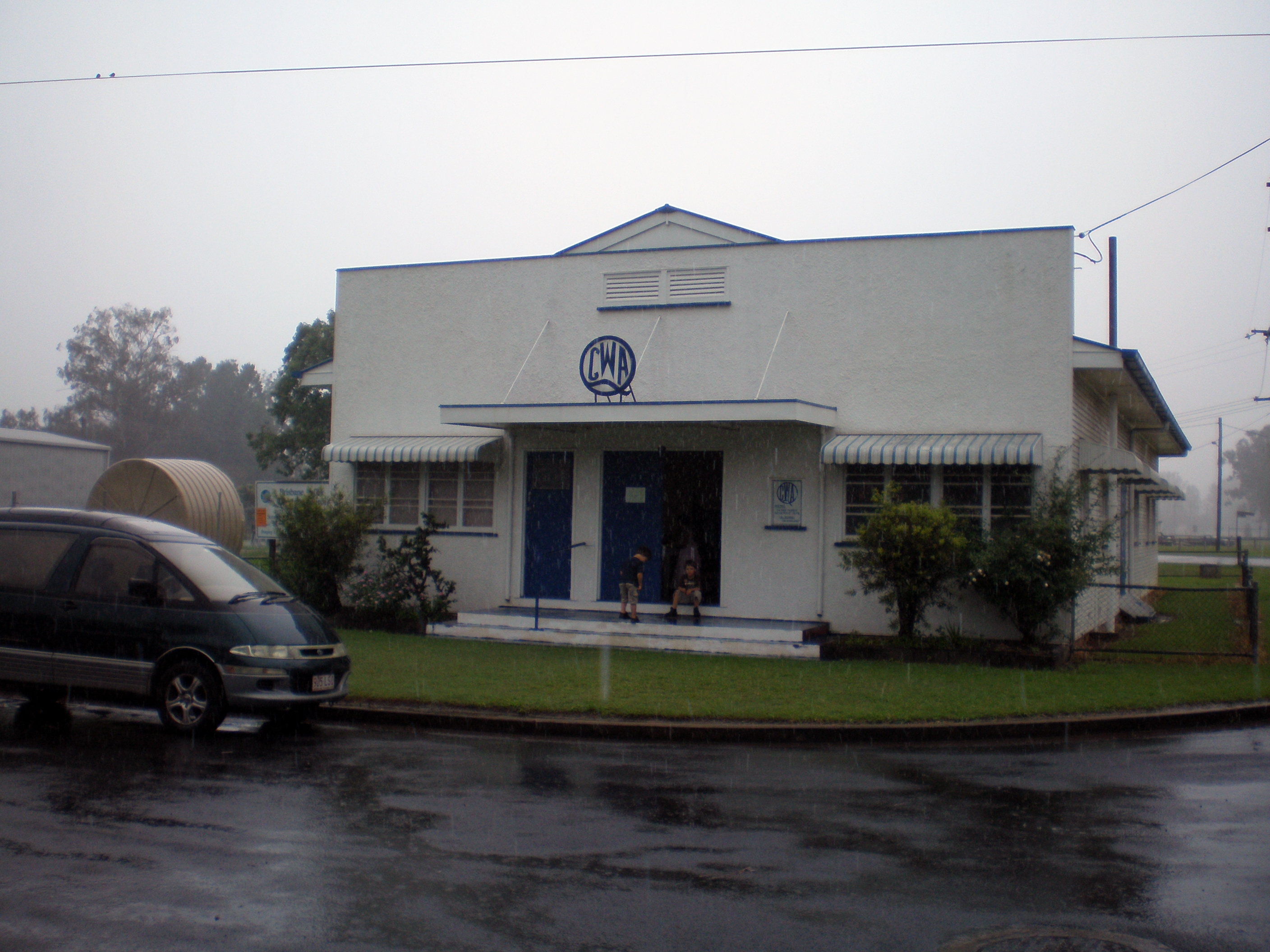
Esk, Queensland, 2011.
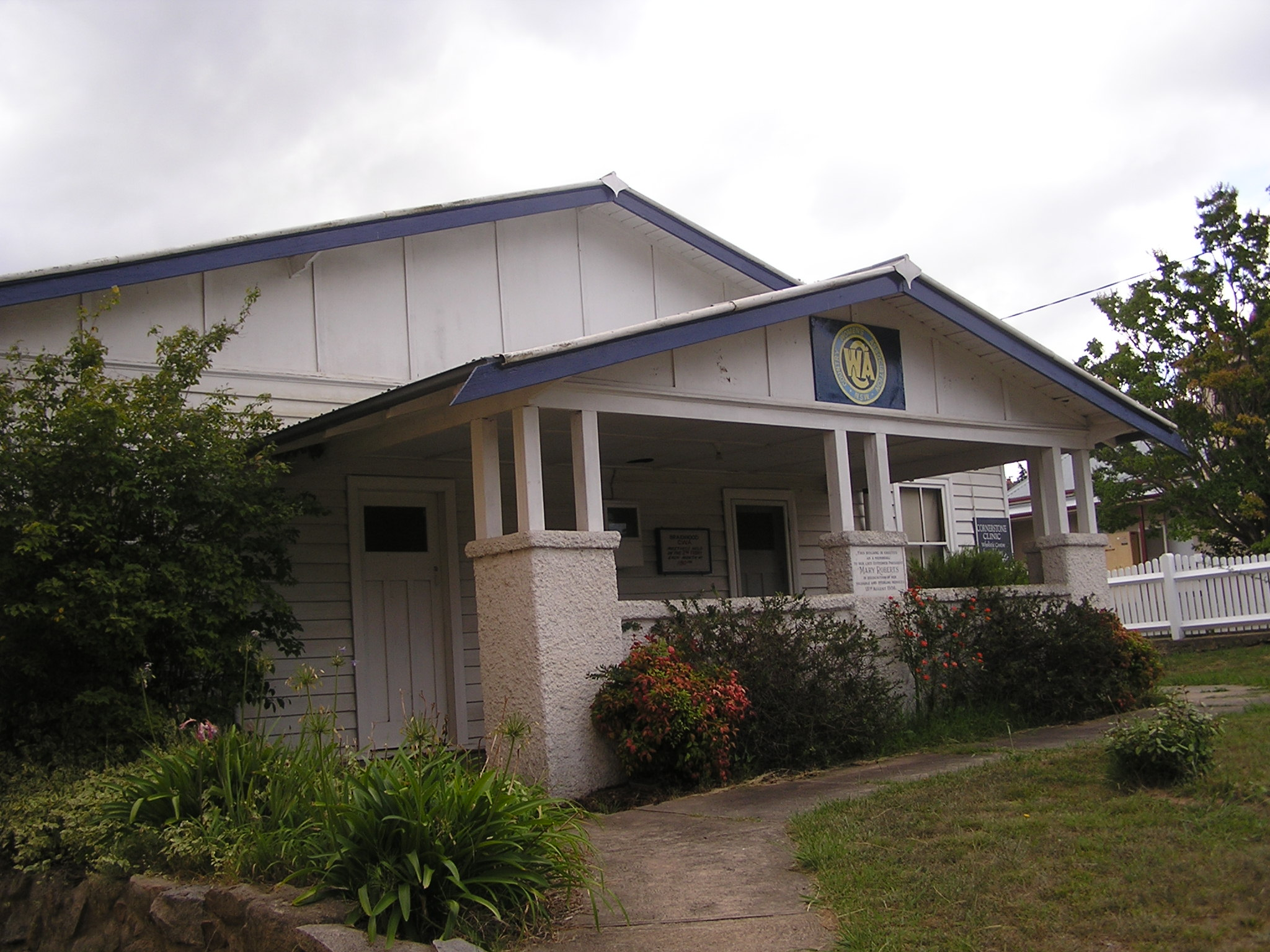
CWA building at Braidwood, New South Wales.